# Sud Aviation Caravelle
El Sud Aviation SE 210 Caravelle fue el primer turborreactor comercial francés, que se distinguió también por ser el primer turborreactor comercial de corto y medio alcance, y el único entonces con la planta motriz montada en la parte posterior del fuselaje, esquema que fue copiado por el Boeing 727, el Douglas DC-9, el Lockheed JetStar, el Vickers VC10, el BAC One Eleven, la serie de los Hawker Siddeley Trident y el Ilyushin Il-62.
En versiones más modernas, las plantas motrices traseras con estabilizadores de cola en forma de T se siguen usando en modelos de los fabricantes Embraer y Bombardier Aerospace.
Generalmente el Caravelle es considerado como el primer diseño de avión de reacción realmente satisfactorio, pues sus dos antecesores sufrieron diversos problemas que no permitieron su consolidación: por una parte el De Havilland Comet sufrió una serie de accidentes en vuelo que lo llevaron a ser retirado del servicio; por otra el Avro Jetliner fracasó porque su constructor no pudo soportar el volumen de pedidos. El Caravelle sería uno de los más populares reactores durante años, al ser vendido a compañías de toda Europa e incluso hubo 20 unidades en servicio en los Estados Unidos.

## Historia
El 12 de octubre de 1951 el "Comité du Matériel Civil" (Comisión de material Civil) publicó las especificaciones para un avión de medio alcance, las cuales serían posteriormente enviadas a la industria aeronáutica por la Direction Technique et Industrielle. Este organismo solicitaba una aeronave con capacidad de entre 55 y 65 pasajeros y 1000 kg de carga en rutas de hasta 2000 kilómetros con una velocidad de crucero media de 600 km/h. El tipo y número de motores no estaba especificado. Varios proyectos para diseñar esta clase de avión fueron ideados desde 1946 por varias de las primeras constructoras aeronáuticas francesas, pero no disponían del suficiente poder económico para iniciar los trabajos. 
También en 1951, Kurt Tank, para la Fábrica Militar de Aviones, en Argentina, diseñó un avión similar, el I.A. 36 Cóndor, algo más rápido, pero se cerró el desarrollo por la Revolución Libertadora, construyeron solamente una maqueta escala 1:1 en madera. 
La respuesta de la industria francesa fue fuerte, pues las mayores constructoras enviaron al menos una propuesta, con un total de 20 diseños diferentes. La mayoría de las propuestas utilizaban motores de reacción, aunque Breguet presentó ciertos diseños tanto con motores de reacción como de hélices; entre estos había uno de un trirreactor de motores Atar para ser desarrollado en asociación con la "SNCA du Nord" así como otro propulsado con hélices conocido como Br. 978. Hurel-Dubois presentó varios diseños de aparatos propulsados con hélice basados en un fuselaje estrecho con ala alta similar a varios aviones regionales de hélice. Las propuestas de la "SNCA du Sud-Ouest" incluían el S.O.60 con dos motores Rolls-Royce Avon RA.7, con otros dos Turbomeca Marbore más pequeños como auxiliares. La "SNCA du Sud-Est" envió toda una serie de diseños basados en propulsión de reacción, numerados desde el X-200 al X-210.
Después de estudiar las distintas propuestas presentadas, el 28 de marzo de 1952 el "Comité du Matériel Civil" redujo la lista a tres diseños: el cuatrimotor Avon/Marbore S.0.60, el bimotor Avon de Hurel-Dubois y el trimotor Avon Sud-Est X-210. En este punto Rolls-Royce comenzó a ofrecer una nueva versión del motor Avon que podía desarrollar un empuje de 40 kN, haciendo los motores auxiliares del S.0.60 y el tercer propulsor del X-210 innecesarios.
El "Comité" solicitó a la SNCASE el rediseño del X-210 como bimotor Avon. Finalmente decidieron no molestarse en mover los dos motores que se mantenían del diseño anterior en la parte trasera; aunque la mayoría de los diseños presentados montaban los motores bajo las alas para conseguir un menor peso total, la SNCASE pensó que para el ahorro que se conseguiría no merecía la pena el esfuerzo. Esto se convirtió en un beneficio para el diseño, pues el ruido en cabina se redujo notablemente. El diseño revisado del X-210, ya convertido en bimotor Avon, fue reenviado a la SGACC en julio de 1952.
Dos meses después la SNCASE recibió la notificación oficial de que su diseño había sido aceptado. El 6 de julio de 1953 la SGACC mandó construir dos prototipos y dos maquetas estáticas para pruebas de fatiga de materiales. El fuselaje diseñado por la Sud tomó bastantes ideas del malogrado reactor de De Havilland, compañía con la que la Sud había tenido tratos para varios diseños anteriores. El morro y la cabina de mando fueron directamente copiadas del De Havilland Comet, mientras que el resto del avión fue rediseñado.
El primer prototipo vio la luz el 21 de abril de 1955, y voló por primera vez el 27 de mayo; el segundo apareció un año más tarde, el 6 de mayo de 1956. El primer prototipo contaba con una escotilla de carga en la parte inferior izquierda del fuselaje, pero ésta fue eliminada en el segundo, que era íntegramente un avión de pasajeros. El primer pedido lo realizó Air France en 1956, seguida de SAS en 1957. Ese año la Sud-Est se fusionó con la Sud-Ouest para convertirse en Sud Aviation, aunque mantuvieron la denominación SE original. A estos primeros pedidos les siguieron más, principalmente gracias a las presentaciones en exhibiciones aéreas y demostraciones a los potenciales clientes. El Caravelle fue certificado para volar en mayo de 1959 y poco tiempo después entró en servicio para formar parte de las flotas de SAS y Air France.
La aparición de nuevos motores más potentes permitió la creación de aparatos con un mayor peso al despegue. Por este motivo gran parte del departamento de diseño de Sud Aviation se dedicó al diseño de una aeronave supersónica del mismo tamaño y alcance que el Caravelle, a la que llamaron naturalmente Super-Caravelle. Sin embargo, todo este trabajo posteriormente sería refundido junto con un proyecto similar de la constructora británica BAC (Bristol Aeroplane Company) en el Concorde. En algunas configuraciones, las aeronaves tenían cierto número de asientos en sentido contrario al de vuelo, algo poco común en los aviones civiles.
En total se construyeron 279 Caravelle de todos los modelos, rompiendo la marca de máxima producción de una aeronave de Sud Aviation, que estaba en las 200 unidades. El Caravelle fue así el primer avión cuyo diseño claramente reportó beneficios, algo que no volvería a suceder hasta los años 70.

## Modelos

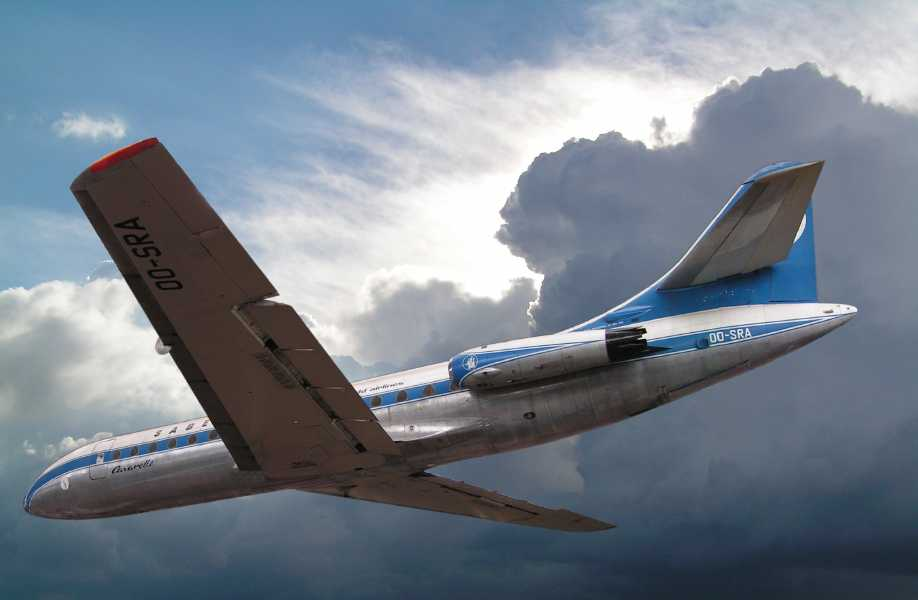
Caravelle con los colores de Sabena.

- Caravelle I: similar a los prototipos originales, 20 fueron vendidos a Air France, 10 a SAS, 6 a Air Algérie y 2 a la brasileña VARIG. Una de las unidades de VARIG fue alquilada por Sud a Air Vietnam y a Middle East Airlines antes de ser entregada a Royal Air Maroc.
- Caravelle IA: 12 fabricados. Eran 50 cm más largos que el prototipo y tenían mayores peso y motores. Fueron entregados a Air France, SAS, Air Algérie, Finnair y Royal Air Maroc.
- Caravelle III: de la misma longitud que el IA, pero con un mayor peso y motores más potentes. La Serie III fue la mejor vendida de todas las series de Caravelle con 78 unidades. De los 32 fabricados de la Serie I (I o IA), 31 fueron actualizados a la Serie III. Fueron vendidos principalmente a Air France, así como a Swissair, Alitalia, SAS y Royal Air Maroc.
- Caravelle VI-N: similar al III, pero con motores más potentes todavía. De los 78 de la Serie III, 5 fueron actualizados a la Serie VI-N. Lanzado en 1960, se construyeron 53 en total. 4 para Aerolíneas Argentinas
- Caravelle VI-R: similar al VI-N, pero con el añadido del empuje inverso y de los spoilers. Lanzado en 1961, se construyeron 56: 20 para United Airlines, 9 para Indian Airlines, 4 para Panair do Brasil, 3 para Cruzeiro do Sul, 3 para LAN Chile, 3 para TAP Portugal y etc.
- Caravelle VII:  un aparato de la Serie III comprada por General Electric y equipada con motores GE CJ-805 sirvió como banco de pruebas de dicho motor. Sería la base para posteriores ventas en los Estados Unidos.
- Caravelle 10A: basado en la Serie VII, pero diseñado para el mercado estadounidense. El 10A era 1 metro más largo que la Serie VI, además de tener las ventanillas 200 mm más arriba en el fuselaje y un grupo electrógeno auxiliar (APU, siglas en inglés) instalado en la parte de atrás. También se modificaron las alas con flaps mejorados para cumplir los requisitos de la FAA. Sin embargo la TWA canceló después los pedidos por problemas económicos, y para cuando volvieron a tener poder de compra ya había sido lanzado el Douglas DC-9. Sólo se construyó un Caravelle 10A.
- Caravelle 10B: basado en la Serie 10A, pero montando motores Pratt & Whitney JT8D en lugar de los de General Electric. El primer vuelo del 10B fue en 1964 y se fabricaron un total de 22 aeronaves. El primer operador fue Finnair con 8 unidades. La española Aviaco había pedido 5 pero lo canceló y los aviones fueron a parar a manos de Sterling Airways, LTU e Iberia. ALIA y JTA también compraron aviones de este modelo.
- Caravelle 10R: una combinación de los motores de la Serie 10B con el fuselaje de la Serie VI-R, creando un avión más pequeño pero también más potente. 20 construidos desde 1965.
- Caravelle 11R: el 11R era un Series 10R con la escotilla de carga del prototipo original reincorporada. Esto permitió el transporte mixto de carga y pasajeros. El primer vuelo de un Serie 11R fue en 1967. Un total de 6 unidades fueron fabricadas y entregadas a Air Afrique, Air Congo y Trans Europe.
- Caravelle 12 (Super-Caravelle): la Serie 12 era un 10B con un fuselaje notablemente más largo, unos 3,2 m, y una nueva y mejorada versión de los motores JT8D. Esto permitió aumentar la capacidad hasta 128 pasajeros en operaciones de corto alcance. La Serie 12 estaba en principio dirigida al mercado chárter, y se fabricaron 12 aviones desde 1972. A partir de entonces el original transporte supersónico Super-Caravelle se fabricaba como Concorde, y los 12 fueron a menudo referidos como tales. El cliente de lanzamiento de la Serie 12 fue Sterling Airways con 7 entregados, mientras que los 5 restantes fueron a Air Inter. El Serie 12 voló en Europa hasta 1996 y en África hasta 2004.[3]

## Especificaciones (Sud Aviation Caravelle III)

### Características generales
- Tripulación: Tres
- Capacidad: 89 pasajeros
- Longitud: 32 m (105 ft)
- Envergadura: 34,3 m (112,5 ft)
- Altura: 9 m (29,5 ft)
- Peso vacío: 24 200 kg (53 336,8 lb)
- Peso máximo al despegue: 46 000 kg (101 384 lb)
- Planta motriz: 2× turborreactor Rolls-Royce Avon RA 29 Mk.527.
  - Empuje normal: 56,5 kN (5756 kgf; 12 691 lbf) de empuje cada uno.

### Rendimiento
- Velocidad máxima operativa (Vno): 725 km/h (451 MPH; 391 kt)
- Alcance: 1700 km (918 nmi; 1056 mi)
- Techo de vuelo: 12 800 m (41 995 ft)

## Usuarios
Cabe recordar que actualmente es un avión de un modelo bastante anticuado y que viola ciertos reglamentos sobre emisiones de ruido, razón por la cual se enumerará a continuación únicamente los operadores actuales, así como los antiguos operadores, tanto civiles como militares de esta aeronave.

### Usuarios civiles
Alemania
- Aerolloyd (1980)[1]: 44
- LTU[1]: 75
- Lufthansa (alquilados)[1]: 84
- Panair (alquilados)[1]: 85
- Special Air Transport[1]: 91

 Argelia
- Air Algérie[1]: 47

 Austria
- Austrian Airlines[1]: 62

 Bélgica
- Belgian International Air Services[1]: 68
- SABENA[1]: 87
- Sobelair[1]: 92

 Brasil
- Cruzeiro do Sul[1]: 69
- Panair do Brasil[1]: 86
- Varig[1]: 99

 Burundi
- Air Burundi[1]: 47

 Camboya
- Air Cambodge[1]: 47

 República Centroafricana
- Air Centrafrique[1]: 48

 Chile
- Lan Chile[1]: 75   tuvo 4 unidades

 Costa de Marfil
- Air Afrique[1]: 46

 Colombia
- Aerotal Colombia[1]: 45
- Aerocesar Colombia[1]: 95
- Aerosucre Colombia
- Líneas Aéreas Suramericanas

 República del Congo
- Air Congo

 Dinamarca
- Alisardia[1]: 61
- Aviaction[1]: 68
- Sterling Airways[1]: 92

 Ecuador
- SAETA[1]: 87
- SAN Ecuador[1]: 90

 Egipto
- Egyptair (Alquilado a Sterling)[1]: 71

 España
- Aviaco[1]: 63
- Iberia[1]: 72
- TAE[1]: 95
- Transeuropa[1]: 97

 Estados Unidos
- Airborne Express
- Midwest Air Charter[1]: 84
- United Airlines[1]: 98

 Finlandia
- Finnair[1]: 72
- Kar-Air[1]: 74

 Francia
- Aerotour[1]: 45
- Air Charter International[1]: 48
- Air France[1]: 48
- Air Inter[1]: 51
- Catair[1]: 68
- Corse Air
- Euralair[1]: 71
- Europe Aero Service[1]: 70
- Minerve[1]: 85
- Trans-Union[1]: 97
- Union des Transports Aeriens[1]: 99

 Gabón
- Air Gabon[1]: 50
- Gabon Express[1]: 50

 India
- Indian Airlines[1]: 73
- Pushpaka[1]: 86

 Italia
- Aerolinee Itavia[1]: 74
- Alitalia[1]: 62
- Altair[1]: 62
- Società Aerea Mediterranea[1]: 90

 Jordania
- Alia[1]: 61

 Laos
- Royal Air Lao[1]: 86

 Líbano
- Air Liban[1]: 52
- Middle East Airlines[1]: 84

 Libia
- Libya Airlines[1]: 75

 Luxemburgo
- Luxair[1]: 84

 Mali
- Air Mali[1]: 52

 Marruecos
- Royal Air Maroc[1]: 86

 México
- Mexicana de Aviación

 Martinica
- Air Martinique[1]: 52

 Nueva Caledonia
- Air Caledonie International[4]: 36

 Países Bajos
- Transavia[1]: 96

 Filipinas
- Filipinas Orient Airways[1]: 71
- Sterling Philippines Airways[1]: 93
- Transasian Airways[1]: 96

 Portugal
- TAP Portugal[1]: 95

 Suecia,  Dinamarca &  Noruega
- Scandinavian Airlines System[1]: 90

 Suiza
- Balair
- CTA[1]: 70
- SATA[1]: 91
- Swissair[1]: 94
- Air City

 Siria
- Syrian Arab Airlines[1]: 94

 República de China
- China Airlines[1]: 69
- Far Eastern Air Transport[1]: 71

 Tailandia
- Thai Airways International[1]: 96

 Túnez
- Tunisair[1]: 98

 Venezuela
- Avensa[1]: 63
- VIASA (leased)[1]: 100

 Vietnam
- Air Vietnam[1]: 52

 Yugoslavia
- Inex Adria Avopromet[1]: 74
- Yugoslav Airlines[1]: 74

 Zaire 
- Affro Cargo[1]: 46
- Air Zaire[1]: 61

### Usuarios militares y gubernamentales
Argelia
- Fuerza Aérea de Argelia[1]: 119

 Argentina
- Fuerza Aérea Argentina (1973–1975)[1]: 113

 República Centroafricana
- Gobierno Centroafricano (1970–1979)[1]: 112

 Chad
- Gobierno de Chad[1]: 117

 Francia
- Fuerza Aérea Francesa[1]: 101

 Gabón
- Gobierno de Gabón (1976–1978)[1]: 116

 Mauritania
- Gobierno Mauritano[1]: 116

 México
- Fuerza Aérea Mexicana: 116

 Ruanda
- Gobierno de Ruanda[1]: 116

 Senegal
- Gobierno de Senegal[1]: 117

 Suecia
- Real Fuerza Aérea Sueca[1]: 115

 Yugoslavia
- Fuerza Aérea Yugoslava[1]: 115

## Curiosidades sobre el Aeroplano
- La publicación World Airline Fleets News informó en septiembre de 2004 que el último Caravelle operativo, del modelo 11R y con matrícula 3D-KIK, se perdió tras accidentarse en el aeropuerto de Gisenyi, Ruanda el 28 de agosto de 2004. Volaba de Kinshasa a Goma en la República Democrática del Congo cuando por razones desconocidas intentó aterrizar en el vecino aeropuerto de Gisenyi, cuya pista era demasiado corta.

- El número de mayo de 2005 de Airliner World habla en su artículo especial sobre el 50 aniversario del Caravelle, acerca de que hay dos unidades que estarían preparadas para volar. Ambas se encuentran en África, probablemente en Kinshasa. Parece que verlas volar hoy en día es poco probable.

## Aeronaves en exhibición

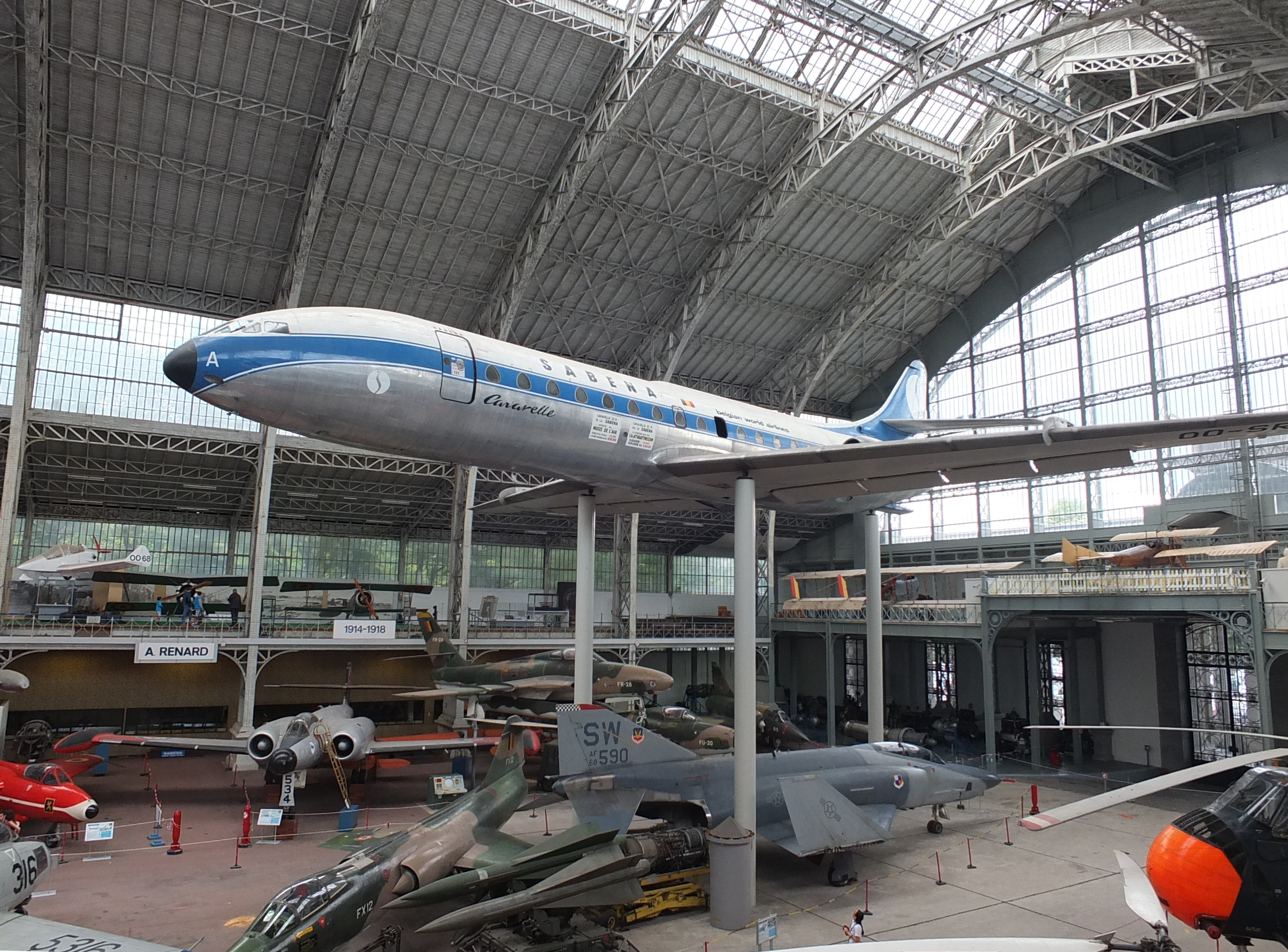
OO-SRA en Museo Real de las Fuerzas Armadas e Historia Militar

- El primer Caravelle pintado con la librea de United Airlines se encuentra actualmente en el Aeropuerto Internacional Port Columbus de Columbus (Ohio). Este avión nunca voló para la aerolínea, pero sí lo hizo en la Exhibición Aérea de París de 1957 ya con los colores de United para promocionar la venta del aparato a la compañía. Este avión voló durante años en Brasil antes de ser adquirido por un servicio de transporte aéreo de mercancías de London (Ohio) en 1979. En 1982 fue donado al Museo de la Historia de la Aviación de Ohio situado en el Aeropuerto Internacional de Port Columbus, y estuvo expuesto en los exteriores del Museo unos cuantos años. El Museo cerró en 1995 y el Caravelle fue donado a la Autoridad Portuaria de Columbus, que lo trasladó a una apartada pista del aeropuerto. En 1998 el Servicio de Bomberos del Aeropuerto comenzó a usarlo para entrenamiento contra incendios. Hoy en día la aeronave permanece cerca de la esquina sudeste del aeropuerto en pésimas condiciones.

- Un Caravelle sin motores está aparcado en la hierba del aeropuerto francés de Rennes, cerca del Edificio Yankee Delta. Su estado de conservación es pobre.

- Otro Caravelle se encuentra en el Aeropuerto de Estocolmo-Arlanda, en Suecia. Sus motores son sacados mensualmente para mantenerlos y lubricar el sistema hidráulico. El avión pertenece a "Le Caravelle Club".

- Se rumoreaba que existía una aeronave perteneciente a LAN Chile en los terrenos del Museo Aeronáutico de Santiago Chile a la espera de ser restaurado.Pero se trata de un Boeing 707, con matrícula CC-CCG.